# Pål Golberg
Pål Golberg, né le 16 juillet 1990 à Gol, est un fondeur norvégien. Il vainqueur de trois sprints, sa meilleure discipline, en Coupe du monde, mais gagne aussi en distance s'adjugeant le Ski Tour 2020. Il remporte son premier titre mondial en relais en 2021.

## Biographie
Membre du club de Gol, le fondeur démarre dans les compétitions de la FIS en 2007, obtient son premier podium dans la Coupe de Scandinavie en février 2010, puis fait ses débuts en Coupe du monde en mars 2010 à Drammen. La saison suivante, il se distingue lors du sprint classique de Lahti, dont il prend la troisième place. Il remporte sa première épreuve en coupe du monde le 7 décembre 2013 à Lillehammer lors d'un 15 kilomètres classique devant Alexey Poltoranin et Didrik Tønseth. Un an plus tard, à Lillehammer il remporte une nouvelle course en Coupe du monde, le sprint libre du Nordic Opening, mini-tour dont il prend finalement la quatrième place derrière Martin Johnsrud Sundby, Finn Hågen Krogh et Sjur Røthe. Il est gagnant aussi du sprint libre à Lahti au mois de mars, ce qui lui permet d'atteindre le top dix du classement général pour la première fois avec le neuvième rang. Aux Jeux olympiques d'hiver de 2014, il s'est classé dix-huitième du quinze kilomètres classique.
Lors de la saison 2016-2017, il renoue avec la victoire après un hiver décevant à l'occasion du sprint classique de Ruka.
Lors des Jeux olympiques d'hiver de 2018, à Pyeongchang il atteint la finale du sprint classique, y prenant la quatrième place.
Son meilleur résultat sur une course par étapes au Nordic Opening en 2014 à Lillehammer et 2019 à Ruka, où il est quatrième, jusqu'à lorsqu'il s'impose sur le Ski Tour en Scandinavie, devant Simen Hegstad Krüger et quatre autres Norvégiens, avec en prime une victoire sur le quinze kilomètres d'Östersund. Performant tout l'hiver, il s'est classé sixième du Tour de ski, puis a de nouveau gagné un sprint dans l'élite à Falun en style classique. Ainsi, il établit le meilleur classement général de sa carrière en Coupe du monde avec le troisième rang, derrière Johannes Høsflot Klæbo et Alexander Bolshunov.
En 2021, il est de nouveau sélectionné pour des Championnats du monde à Oberstdorf, huit ans après sa première participation. Il y collectionne deux huitièmes place en sprint et cinquante kilomètres, à chaque fois en classique, sa technique de prédilection et remporte la médaille d'or avec ses coéquipiers du relais Emil Iversen, Hans Christer Holund et Johannes Høsflot Klaebo. Cet hiver, il figure à trois reprises sur le podium en Coupe du monde, seulement sur des épreuves de distance : troisième sur deux quinze kilomètres classique et un skiathlon.

## Palmarès

### Jeux olympiques
| Épreuve / Édition   | Sprint                           | Sprint                           | 15 km                            | 15 km                            | Skiathlon 2 × 15 km | 50 km | Relais | Relais                             |
| Épreuve / Édition   | libre                            | classique                        | libre                            | classique                        | Skiathlon 2 × 15 km | 50 km | Sprint | 4 × 10 km                          |
| JO 2014 Sotchi      | —                                | Épreuve inexistante à cette date | Épreuve inexistante à cette date | 18e                              | —                   | —     | —      | —                                  |
| JO 2018 Pyeongchang | Épreuve inexistante à cette date | 4e                               |                                  | Épreuve inexistante à cette date | —                   |       |        |                                    |
| JO 2022 Pékin       |                                  | Épreuve inexistante à cette date | Épreuve inexistante à cette date |                                  |                     |       |        | Médaille d'argent, Jeux olympiques |

Légende :
- — : épreuve non disputée par le fondeur.
- : épreuve ne figurant pas au programme de ces Jeux.

### Championnats du monde
| Épreuve / Édition           | Sprint                           | Sprint    | 15 km | 15 km                            | Skiathlon 2 × 15 km | 50 km | Relais | Relais    |
| Épreuve / Édition           | libre                            | classique | libre | classique                        | Skiathlon 2 × 15 km | 50 km | Sprint | 4 × 10 km |
| Mondiaux 2013 Val di Fiemme | Épreuve inexistante à cette date | 5e        | —     | Épreuve inexistante à cette date | —                   | —     | 11e    | —         |
| Mondiaux 2021 Oberstdorf    | Épreuve inexistante à cette date | 8e        | -     | Épreuve inexistante à cette date | -                   | 8e    | -      | Or        |
| Mondiaux 2023 Planica       | Épreuve inexistante à cette date | Argent    |       |                                  |                     | Or    | Or     | Or        |

### Coupe du monde
- Meilleur classement général : 2e en 2023.
- 1 petit globe de cristal : vainqueur du classement distance en 2023.
- 31  podiums en épreuve individuelle : 11 victoires, 7 deuxièmes places et 13 troisièmes places.
- 14 podiums en épreuve par équipes : 
  - en relais : 4 victoires et 3 troisièmes places.
  - en sprint : 2 victoires, 2 deuxièmes places et 2 troisièmes places.
  - mixte : 1 deuxième place.

#### Détail des victoires individuelles
| Épreuve / Édition | Sprint | Sprint    | 15 km     | 15 km       | Skiathlon 2 × 15 km | 30 km   | 30 km       | 50 km | Tour de ski ou Finales ou Nordic Opening ou Ski Tour Canada |
| Épreuve / Édition | libre  | classique | libre     | classique   | Skiathlon 2 × 15 km | libre   | classique   | 50 km | Tour de ski ou Finales ou Nordic Opening ou Ski Tour Canada |
| 2013-14           | Lahti  |           |           | Lillehammer |                     |         |             |       |                                                             |
| 2016-17           |        | Ruka      |           |             |                     |         |             |       |                                                             |
| 2019-20           |        | Falun     |           |             |                     |         |             |       | Ski Tour (Scandinavie)                                      |
| Épreuve / Édition | Sprint | Sprint    | 10 km     | 10 km       | Skiathlon 2 × 15 km | 20 km   | 20 km       | 50 km | Tour de ski ou Finales ou Nordic Opening ou Ski Tour Canada |
| Épreuve / Édition | libre  | classique | libre     | classique   | Skiathlon 2 × 15 km | libre   | classique   | 50 km | Tour de ski ou Finales ou Nordic Opening ou Ski Tour Canada |
| 2022-23           |        |           |           | Beitostølen |                     | Toblach | Lillehammer |       |                                                             |
| 2023-24           |        |           | Gällivare |             |                     |         | Canmore     |       |                                                             |
| 2024-25           |        |           |           |             |                     | Falun   |             |       |                                                             |

#### Courses par étapes
- Tour de Ski : 3 podiums d’étape.
- Nordic Opening : 4 podiums d'étape, dont 1 victoire (sprint libre du Nordic Opening 2014-2015 à Lillehammer).
- Finales : 2 podiums d'étape.
- Ski Tour 2020 : victoire finale et une victoire d'étape (15 kilomètres classique d'Östersund) et 1 autre podium.

#### Classements en Coupe du monde
| Année/Classement | Général | Général | Sprint | Sprint | Distance | Distance |
| ---------------- | ------- | ------- | ------ | ------ | -------- | -------- |
| Année/Classement | Class.  | Points  | Class. | Points | Class.   | Points   |
| 2011             | 63e     | 96      | 24e    | 96     | -        | -        |
| 2012             | 37e     | 270     | 9e     | 258    | 88e      | 10       |
| 2013             | 21e     | 346     | 15e    | 139    | 39e      | 101      |
| 2014             | 9e      | 510     | 9e     | 263    | 12e      | 199      |
| 2015             | 18e     | 363     | 10e    | 187    | 45e      | 76       |
| 2016             | 75e     | 59      | 36e    | 59     | -        | -        |
| 2017             | 20e     | 449     | 6e     | 238    | 35e      | 95       |
| 2018             | 34e     | 202     | 72e    | 24     | 13e      | 152      |
| 2019             | 43e     | 155     | 66e    | 24     | 21e      | 129      |
| 2020             | 3e      | 1311    | 10e    | 365    | 3e       | 386      |
| 2021             | 19e     | 338     | 11e    | 291    | 42e      | 31       |

### Championnats du monde junior
Pål Golberg a pris part à trois éditions de championnats du monde junior. En 2008, il prend la seizième place du sprint puis en 2009 la treizième place. En 2010, il est l'un des fondeurs qui marque les mondiaux en remportant trois médailles, tout d'abord la médaille d'argent du sprint puis deux titres mondiaux sur le 10 kilomètres classique et le relais norvégien 4 × 5 kilomètres.
| Épreuve / Édition | Malles 2008 | Praz 2009 | Hinterzarten 2010 |
| Sprint            | 16e         | 13e       | 2e                |
| 10 km classique   | -           | -         | 1er               |
| 20 km             | -           | -         | Abandon           |
| Relais 4 × 5 km   | -           | -         | 1er               |

### Coupe de Scandinavie
- 4e du classement général en 2011.
- 7 podiums, dont 2 victoires.

### Championnats de Norvège
- Champion du sprint classique en 2013.
- Champion sur trente kilomètres classique en 2020.